# 浜松カントリークラブ
浜松カントリークラブ（はままつカントリークラブ）は、静岡県浜松市天竜区にあるゴルフ場である。

## 概要
静岡県浜松市には、1964年（昭和39年）までゴルフ場が一つもなかった、浜松のゴルファーは御殿場や修善寺に遠征してプレーをしていた。静岡県知事の斎藤寿夫も「大浜松建設にはゴルフ場も必要ではないか」と、県森連会長の内山信一に持ちかけた。同時に、地元財界から浜名湖の北、名刹岩水寺隣接のゴルフ場計画が内山の許に持ち込まれた。
しかし、折からの神武、岩戸景気の終焉が直前だったため、株主会員の募集も容易ではないだろうとの思いから、遠州鉄道株式会社に働きかけた。斉藤知事のバックアップによる、岩水寺と遠州鉄道とゴルフ場の三位一体での沿線の観光開発である。遠州鉄道社長の鈴木俊雄は、自らの関係しているゴルフ場の役員を全て辞任し、岩水寺のゴルフ場の建設に全面的に協力することを約束した。
1964年（昭和39年）5月、新たなゴルフ場の建設に向けての経営母体「遠州開発株式会社」を設立し、会長に鈴木俊雄が、理事長に内山信一が就任した。コース設計は、「三重カンツリークラブ」（1960年（昭和35年）開場、設計・保田与天）を設計した保田与天に依頼したが、保田は三重カンツリークラブの設計を最後とするつもりだった。
だが、保田がコース建設用地の岩水寺の景観を見て「ここなら東京、大阪に負けないコースができる」と、意欲をしめしたのだった。1965年（昭和40年）9月24日、コースの造成工事が完成し、18ホール、6,842ヤード、パー72規模のゴルフ場が開場された。

## 所在地
〒431-3423 静岡県浜松市天竜区渡ヶ島20-6

## コース情報
- 開場日 - 1965年9月24日
- 設計者 - 保田 与天
- 面積 - 1,090,000m2（約32.9万坪）
- コースタイプ - 林間コース
- コース - 18ホールズ、パー72、6,842ヤード、コースレート72.0
- フェアウェー - コウライ
- ラフ - ノシバ
- グリーン - 1グリーン、ベント
- ハザード ^ バンカー50、池が絡むホール4
- ラウンドスタイル - 全組キャディ付、乗用カート使用、1組3〜4人プレー
- 練習場 - 26打席300ヤード
- 休場日 - 1月1日、不定休[2][3]

## ギャラリー
- コース - [4]
- ハウス - [5]

## 交通アクセス
鉄道
- 遠鉄・西鹿島駅より タクシー利用約15分[6]

道路
- 東名高速道路 - 浜松ICより 15Km
- 東名高速道路 - 浜松西ICより 18Km[6]

## 関連文献
- 『ゴルフ場ガイド 西版』、2006-2007、「浜松カントリークラブ」、東京 ゴルフダイジェスト社、2006年5月、2021年5月8日閲覧
- 『美しい日本のゴルフコース BEAUTIFUL GOLF CULTURE IN JAPAN 日本のゴルフ110年記念 ゴルフは日本の新しい伝統文化である』、ゴルフダイジェスト社「美しい日本のゴルフコース」編纂委員会編、「大浜松建設構想にゴルフ場建設は不可欠と県知事は地元財界に働きかけた」、東京 ゴルフダイジェスト社、2013年12月、2021年5月8日閲覧